# Robert Moncade
Robert Moncade, né Eugène Gaudin le 6 avril 1920 à Paris et mort le 29 octobre 2009 à Nice, est un acteur français.

## Biographie
La carrière de comédien de Robert Moncade a été consacrée pour l'essentiel au théâtre.

## Filmographie
- 1948 : Fort de la solitude de Robert Vernay : le lieutenant
- 1948 : La Renégate de Jacques Séverac : Sauval
- 1948 : La Grande Volière de Georges Péclet : Brécourt
- 1948 : Halte... Police ! de Jacques Séverac : Guy Lérin
- 1949 : La vie est un rêve de Jacques Séverac : Jacques
- 1949 : Ève et le Serpent de Carlo Felice Tavano : Georges
- 1952 : Buridan, héros de la Tour de Nesle d'Émile Couzinet : Gautier d'Aulnay
- 1962 : Le Cid, téléfilm de Roger Iglésis : Don Arias

## Théâtre
- 1945 : A l'approche du soir du monde, pièce en 3 actes et 1 prologue de Fabien Reignier, mise en scène de Maurice Escande et Jacques-Henri Duval, au théâtre Saint-Georges (22 octobre) : Jean de Mussy
- 1946 : Le Rendez-vous de Senlis, comédie en 4 actes de Jean Anouilh, mise en scène d'André Barsacq, au Théâtre de l'Atelier (janvier) : Georges
- 1946 : Des souris et des hommes, d'après le roman de John Steinbeck, traduction et adaptation de Marcel Duhamel, mise en scène de Paul Oettly, au théâtre Édouard VII (12 novembre) : George
- 1949 : Britannicus, tragédie en 5 actes de Jean Racine, mise en scène de Jean Marchat, au théâtre des Mathurins (octobre) : Britannicus
- 1951 : Mozart, comédie musicale en 3 actes de Sacha Guitry, mise en scène de Maurice Escande, au casino de Charbonnières (22 juin) : le marquis de Chambreuil
- 1951 : Le Songe d'une nuit d'été, comédie en 5 actes de William Shakespeare, traduction de Pierre Messiaen, mise en scène de Charles Gantillon, au théâtre antique de Lyon (26 juin) : Lysandre
- 1959 : Les Séquestrés d'Altona, pièce en 5 actes de Jean-Paul Sartre, mise en scène de François Darbon, au Théâtre de la Renaissance (22 septembre) : Werner
- 1960 : Piège pour un homme seul, comédie policière en 4 tableaux de Robert Thomas, mise en scène de Jacques Charon, au théâtre des Bouffes-Parisiens (30 janvier) : l'abbé Maximin
- 1962 : L'Aiglon, drame en 6 actes en vers d'Edmond Rostand, mise en scène de Raymond Gérôme, au festival d'art dramatique d'Angers (21 juin) : le chevalier de Prokesch-Osten
- 1962 : La vie est un songe, comédie en 3 actes de Pedro Calderon de la Barca, adaptation d'Alexandre Arnoux, mise en scène de Jean Marchat au festival international de Carthage (25 juillet) : Astolfe
- 1963 : Le Cid, tragi-comédie en 5 actes de Pierre Corneille, mise en scène de Jean Marchat, au festival d'art dramatique d'Angers (20 juin) : Don Arias